# Bologna megye
Bologna megye (olaszul: Provincia di Bologna, emilián nyelven: Pruvénzia ed Bulåggna) Olaszország Emilia-Romagna régiójának egyik megyéje. Székhelye Bologna.

## Fekvése
Bologna megye Ferrara, Ravenna, Firenze, Prato, Pistoia és Modena megyékkel határos.

## Községek(comuni)
- Anzola dell’Emilia
- Argelato
- Baricella
- Bazzano
- Bentivoglio
- Bologna
- Borgo Tossignano
- Budrio
- Calderara di Reno
- Camugnano
- Casalecchio di Reno
- Casalfiumanese
- Castel d’Aiano
- Castel del Rio
- Castel di Casio
- Castel Guelfo di Bologna
- Castel Maggiore
- Castel San Pietro Terme
- Castello d’Argile
- Castello di Serravalle
- Castenaso
- Castiglione dei Pepoli
- Crespellano
- Crevalcore
- Dozza
- Fontanelice
- Gaggio Montano
- Galliera
- Granaglione
- Granarolo dell’Emilia
- Grizzana Morandi
- Imola
- Lizzano in Belvedere
- Loiano
- Malalbergo
- Marzabotto
- Medicina
- Minerbio
- Molinella
- Monghidoro
- Monte San Pietro
- Monterenzio
- Monteveglio
- Monzuno
- Mordano
- Ozzano dell’Emilia
- Pianoro
- Pieve di Cento
- Porretta Terme
- Sala Bolognese
- San Benedetto Val di Sambro
- San Giorgio di Piano
- San Giovanni in Persiceto
- San Lazzaro di Savena
- San Pietro in Casale
- Sant’Agata Bolognese
- Sasso Marconi
- Savigno
- Vergato
- Zola Predosa